# Zapdos
Zapdos és una de les espècies que apareixen a la franquícia Pokémon. És de tipus elèctric i volador. Forma un trio d'ocells llegendaris juntament amb Articuno i Moltres. Va ser dissenyat inicialment per l'equip de desenvolupament de personatges de Game Freak abans que Ken Sugimori acabés de polir-ne el disseny. El seu nom és una combinació de la paraula anglesa zap ('electrocutar') i el mot castellà dos ('dos').
Va aparèixer per primera vegada als jocs Pokémon Red i Pokémon Blue, en els quals és un dels Pokémon més rars, ja que només hi surt una vegada. Des d'aleshores, ha aparegut diverses vegades, incloent-hi en el videojoc Super Smash Bros. Melee, i és un dels personatges principals de la pel·lícula d'anime Pokémon The Movie 2000.
Segons GamesRadar+, el disseny d'aquest Pokémon es basa en els ocells del tro de la mitologia d'alguns grups amerindis de Nord-amèrica.
El 2020 es descrigué una espècie d'escarabat australià que fou anomenada Binburrum zapdos en honor d'aquest Pokémon. Els mateixos autors descrigueren B. articuno i B. moltres, en referència als dos altres ocells llegendaris de Kanto.